# Dukes River
Der Dukes River ist ein Fluss im Osten des australischen Bundesstaates Tasmanien. 

## Geografie
Der rund 13 Kilometer lange Dukes River entspringt an den Südosthängen des Thebes Throne an der Nordspitze des Douglas-Apsley-Nationalparks, etwa 90 Kilometer ostsüdöstlich von Launceston. Von dort fließt er nach Südwesten durch vollkommen unbesiedeltes Gebiet und mündet ungefähr ein Kilometer nördlich des Mount Puzzler in den St. Pauls River.